# Jorge Garbajosa
Jorge Joaquín Garbajosa Chaparro ['xoɾxe gaɾβa'xosa] (* 19. Dezember 1977 in Torrejón de Ardoz, Madrid) ist ein spanischer Basketballfunktionär und ehemaliger -spieler.

## Karriere

### Vereine
Garbajosa begann seine Laufbahn bei Juventud Alcalá, einem Verein aus Alcalá de Henares. Im Alter von 16 Jahren wechselte er in die Juniorenabteilung von Taugrés. Beim baskischen Traditionsverein feierte er am 9. Dezember 1995 sein Debüt in der Profimannschaft, bei einem Ligaspiel gegen CB Peñas Huesca.
Bereits in seiner ersten Spielzeit gelang Garbajosa der Sieg beim Europapokal der Pokalsieger, 1998/99 folgte der Erfolg beim spanischen Pokal. Im Sommer 2000 wechselte er in die italienische Lega Basket Serie A zu Benetton Treviso, mit denen ihm jeweils zwei Siege in der Meisterschaft (2001/02, 2002/03) beim Pokal (2003, 2004) und beim Supercup (2001, 2002) gelangen. Zudem erreichte er mit seinem Klub das Finale der EuroLeague 2002/03. Nach vier Jahren im Ausland, zog es Garbajosa zurück in seine Heimat, wo er für Unicaja Málaga unterschrieb. Die Andalusier führte er als MVP zum Sieg im spanischen Pokal 2004/05 und ein Jahr später schließlich auch zum ersten Titel in der spanischen Meisterschaft, wo er zum wertvollsten Spieler der Finalserie ernannt wurde.
2006 gelang ihm der Sprung in die NBA. Bei den Toronto Raptors war er nach José Calderón bereits der zweite spanische Neuzugang innerhalb eines Jahres.
Am 26. März 2007 zog sich Garbajosa in einem Spiel gegen die Boston Celtics schwere Verletzungen am linken Knöchel zu, unter anderem einen Wadenbeinbruch. Dennoch wurde er in die Auswahlmannschaft der besten Rookies der Saison gewählt, dem NBA All-Rookie First Team. Am Anfang der Folgesaison musste er ein weiteres Mal operiert werden, sodass diese nach nur sieben Spielen für ihn beendet war. Die Führung der Raptors warf ihm vor, zu früh wieder den Spielbetrieb aufgenommen zu haben, um für Spanien an der Europameisterschaft 2007 teilnehmen zu können, und somit die zweite Operation zu spät vorgenommen haben zu lassen. Er kehrte noch vor Ende seines Vertrags nach Europa zurück und unterschrieb im Juli 2008 bei BK Chimki. Mit diesem Verein erreichte Garbajosa 2009 das Finale des Eurocups. Nach einem Jahr in Russland wechselte er in seine Heimat zu Real Madrid. Nach eineinhalb Saisons beim spanischen Rekordmeister, erhielt er im Januar 2011 von seinem Klub die Freigabe. Am 14. März 2011 wechselte er zum Ligakonkurrenten Unicaja Málaga, wo er schon von 2004 bis 2006 gespielt hatte. Bei seinem Einstand fünf Tage später war er maßgeblich am dramatischen Sieg über seine ehemalige Mannschaft beteiligt (69:68 nach Verlängerung).
Nach einer enttäuschenden Saison 2011/12, in der sein Verein als Neunter des Grunddurchganges die Qualifikation für das Play-off um die Meisterschaft verpasste, erklärte Jorge Garbajosa im Juni 2012, im Alter von 34 Jahren, seinen Rücktritt vom aktiven Basketball und wechselte in den Betreuerstab des spanischen Basketballverbandes.

### Spanische Nationalmannschaft
Garbajosa nahm mit der spanischen Basketballnationalmannschaft an den Olympischen Sommerspielen 2000 und 2004 teil. Außerdem gewann er bei Europameisterschaften 2001 Bronze und 2003 Silber.
Seinen größten Erfolg erreichte er mit dem Titelgewinn bei der Weltmeisterschaft 2006 in Japan. Im Finale erzielte Garbajosa 20 Punkte sowie 10 Rebounds und war somit maßgeblich am 70:47-Erfolg gegen Griechenland beteiligt. Zudem wurde er in die Auswahlmannschaft der besten Spieler des Turniers gewählt.
Für die Europameisterschaft 2007 im eigenen Land drohte Garbajosa durch die im März des Jahres zugezogenen Verletzung auszufallen. Es wurde jedoch am Tag vor der EM eine Einigung mit den Raptors erreicht, sodass er statt Jordi Trias in den spanischen Kader berufen wurde. Die spanische Mannschaft konnte beim EM-Turnier die Silbermedaille gewinnen. Auch für die Olympischen Spiele 2008 stand Garbajosa im Kader der Spanier und erreichte dort das Finale.
Bei der Europameisterschaft 2009 in Polen gewann er mit Spanien die Goldmedaille.
Im Juni 2011 erklärte Garbajosa seinen Rücktritt vom Nationalteam.

### Funktionär
Nach seiner aktiven Laufbahn begann Jorge Garbajosa als Funktionär für den spanischen Basketballverband zu arbeiten. Am 9. Juli 2016 wurde er zum Präsidenten der Federación Española de Baloncesto gewählt.

## Erfolge
Verein
- Europapokal der Pokalsieger (1): 1995/96
- Spanischer Meister (1): 2005/06
- Spanischer Pokal (2): 1998/99, 2004/05
- Italienischer Meister (2): 2001/02, 2002/03
- Italienischer Pokal (2): 2003, 2004
- Italienischer Supercup (2): 2001, 2002

Nationalmannschaft
- Europameisterschaft 2009: Gold
- Olympische Spiele 2008: Silber
- Europameisterschaft 2007: Silber
- Weltmeisterschaft 2006: Gold
- Europameisterschaft 2003: Silber
- Europameisterschaft 2001: Bronze

Ehrungen
- NBA All-Rookie First Team: 2006/07
- Teilnehmer am NBA All-Star Weekend Rookie Challenge: 2007
- Europas Spieler des Jahres (Superbasket): 2006
- All-Tournament Team der Basketball-Weltmeisterschaft: 2006
- MVP der Finalserie um die spanische Meisterschaft: 2005/06
- All-Euroleague Second Team: 2005/06
- All-Tournament Team der Liga ACB: 2004/05, 2005/06
- MVP des Spanischen Pokals: 2004/05
- MVP des Italienischen Pokals: 2003/04
- All-Euroleague First Team: 2002/03